# Киндийцы
Киндийцы (или Чиндийцы; англ. Chindian) — население смешанного, индийско-китайского происхождения. Проживают преимущественно в Малайзии и Сингапуре. Значительное число проживает также в Гонконге и регионах с крупной китайской и индийской диаспорами: Ямайка, Тринидад и Тобаго, Гайана, Карибские острова, Таиланд, США, Канада и др.

## Малайзия и Сингапур
Индийская и китайская диаспоры живут в Малайзии бок о бок с XIX века. Индийское население представлено здесь главным образом тамилами. Малайзийское правительство определяет такое население по национальности отца, а так как обычны браки где муж — индиец, а жена — китаянка, то большая часть населения классифицируются как индийское.
Согласно статистике, 2,4 % населения Сингапура относятся к межрасовому, преимущественно — китайско-индийскому. В 2007 году 16,4 % от всех браков, заключённых в стране, были межнациональными, главным образом опять таки между китайцами и индийцами. . Согласно законам, такие лица могут записывать в документах обе национальности и выбирать, которая из них первая. Тем не менее, записывать более двух национальностей не разрешается.

## Гонконг
Индийское население появилось в Гонконге еще до раздела страны на Индию и Пакистан. Это были торговцы, полицейские и офицеры, мигрировавшие в колониальную эпоху. Около 25 000 мусульман Гонконга берут свои корни из Пакистана, примерно половина из них принадлежат к смешанному китайско-индийскому населению.